# 박성철 (축구 선수)
박상철(1987년 9월 24일~)은 조선민주주의인민공화국의 축구 선수로 포지션은 미드필더이며 현재 C-리그의 비사카 FC 소속이다.

## 구단 경력
2007년 리명수체육단 입단 후 2017년까지 활동하며 2010년 만경대체육대회 우승, 2010년 백두산체육대회 우승, 2012년 조선민주주의인민공화국 1부 리그 3위, 2012년 포천보체육대회 우승, 2014년 AFC 프레지던트컵 준우승, 2015년 포천보체육대회 준우승 등에 공헌했으며 이후 2018년 캄보디아의 비사카 FC와 입단 계약을 체결하며 프로 데뷔 11년만에 해외리그에 진출했다. 

## 국가대표팀 경력
조선민주주의인민공화국 U-20 대표팀 시절 2007년 FIFA U-20 월드컵 본선에 출전하였고 그 뒤 북한 A대표팀에 합류하여 2008년 AFC 챌린지컵 본선에서 무려 6골로 대회 득점왕에 오르며 팀을 3위로 이끌었다. 이후 2010년 AFC 챌린지컵에서도 2골을 뽑아내며 팀의 AFC 주관 대회 사상 첫 우승에 일조했고 2012년 AFC 챌린지컵에도 참가하여 비록 득점을 기록하지는 못했지만 팀의 2연속 AFC 챌린지컵 우승에 힘을 보탰다.

## 수상

### 구단
리명수체육단
- 만경대체육대회 : 우승 (2010)
- 백두산체육대회 : 우승 (2010)
- 북한 1부 리그 : 3위 (2012)
- 포천보체육대회 : 우승 (2012), 준우승 (2015)
- AFC 프레지던트컵 : 준우승 (2014)

### 국가대표팀
조선민주주의인민공화국
- AFC 챌린지컵 : 3위 (2008), 우승 2회 (2010, 2012)

### 개인
- AFC 챌린지컵 : 득점왕 (2008)